# تركي بن محمد بن ماضي
الأمير تركي بن محمد بن تركي آل ماضي التميمي (1322 هـ- 1385 هـ) أمير بالدولة السعودية عينه الملك عبد العزيز أميرا لإمارة الظفير (الباحة) ثم منطقة نجران ثم منطقة عسير.

## نشأته
ولد سنة 1322هـ، ونشأ تحت رعاية والده محمد بن تركي، وتعلم القرآن على يد المعلم عبد الله بن فارس ثم تعلم الخط والحساب، وبعض العلوم الدينية من عبد الله بن فنتوخ إمام المسجد الجامع في روضة سدير ، وعلى يد أخيه الفقيه عبد الرحمن بن فنتوخ، واقتنى بعض الكتب الدينية والتاريخية والأدبية.

## أعماله وانتداباته
في سنة 1339هـ غزا مع الأمير محمد بن عبد الرحمن الفيصل إلى نواحي حائل، ومكث ثلاثة أشهر ورجع إلى وطنه، ثم سافر هو ومشاري بن عبد العزيز ابن ماضي إلى الكويت، وبعد مضي سنة ونصف عاد إلى بلاده.
وفي سنة 1342هـ صدر أمر الملك عبد العزيز بن عبد الرحمن بتعيين الأمير عبد الله بن إبراهيم العسكر أميراً لقبائل مقاطعة عسير ورافقه تركي بن ماضي إلى مقاطعة عسير وقام بعمل في الإمارة هناك مدة سنة واحدة .
انتدبه أمير عسير إلى اليمن ومعه رسالة من الملك إلى الإمام يحي ملك اليمن وذلك سنة 1343هـ فقام بهذه المهمة ورجع من اليمن بعد أن أمضى في رحلته ثلاثة أشهر صادف فيها منغصات بسبب غياب الأمن في اليمن حينذاك وسوء العلاقات بين الحكومتين.
فكان هو أول مندوب دخل اليمن من الحكومة السعودية وبعد رجوعه من اليمن صدر الأمر بسفره إلى محافظة القنفذة جنوب غرب مكة المكرمة لاستلام مخلفات الحكومة الهاشمية من أمير القتفذة مدة سبعة أشهر وكان يتلقى الأوامر خلالها من الملك عبد العزيز وهو محاصر لمدينة جدة وكان يرحل الأرزاق من القنفذة إلى ضواحي جدة براً ثم ساءت صحتة، وطلب النقل فأجيب طلبه وتوجه إلى أبها في شعبان سنة 1343 هـ. وفي شوال سنة 1343 هـ صدر أمر الملك بسفره إلى جيزان لمقابلة علي بن محمد الأدريسي ومعه رسالة خاصة من الملك عبد العزيز كما قام بتوزيع بعض الرسائل الملكية على رؤساء وأعيان قبائل المقاطعة ثم رجع إلى أبها. وفي شهر ذي القعدة سنة 1345 هـ صدر أمر الملك عبد العزيز بتأليف وفد يسافر إلى صنعاء فقام بهذه المهمة ثلاثة أشخاص وهم سعيد بن مشيط أمير شهران ورئيس مالية أبها عبد الوهاب أبو ملحة وهو وقد مكثوا في صنعاء إلى نهاية شهر ذي الحجة سنة 1345هـ وبعد انتهاء المحادثات مع الإمام يحي ثم مع وفده الذي تولى مهمة التفاوض مع الوفد السعودي سافروا من صنعاء إلى أبها ثم واصلوا السفر إلى مكة المكرمة وقابلوا الملك عبد العزيز وعرضوا عليه كل ما قاموا به من محادثات مع الإمام يحيى ورجال حكومته في صنعاء وكان قد كتب بعض المعلومات عن رحلته هذه في كتيب صغير قام بتقديمه للملك فسر بذلك وبعد أن مكث بمكة المكرمة مع زملائه أعضاء الوفد مدة شهرين صدر عليه الأمر الملكي بالتوجه إلى صنعاء هو وأمير قحطان محمد ابن دليم لاستئناف المفاوضات مع الإمام يحيى فتوجهوا من مكة المكرمة على الركائب إلى أبها ثم واصلوا سفرهم إلى صنعاء فدخلوها في شهر جمادى الثاني سنة 1346 هـ ومكثوا في صنعاء إلى 5 شعبان سنة 1346 هـ ثم سافروا منها ومعهم وفد يماني مؤلف من قاسم بن حسن العزي ومحمد بن محمد زباره وعباس بن إبراهيم فوصلوا إلى أبها في 25 شعبان ثم واصلوا سفرهم على الركائب إلى مكة المكرمة فوصلوا إليها في منتصف شهر رمضان ومكث مع الوفد المذكور إلى نهاية شهر ذي الحجة سنة 1346 وبعد انتهاء مهمة الوفد اليماني سافر إلى صنعاء في محرم سنة 1347 هـ وبقي هو بمكة ثم صدر عليه الأمر بالتوجه إلى أبها مع الأمير عبد الله العسكر فأقام هناك إلى شوال سنة 1347 هـ ثم سافر إلى نجد يحمل رسالة من الإمام يحي إلى الملك عبد العزيز فقدم على الملك في مخيمه في الموضع المعروف (زبدة) الواقع قريباً من السبلة وذلك بعد انتهاء معركة السبلة المشهورة بخمسة أيام وبعد أن سلم الرسالة التي كان يحملها من الإمام يحيى إلى الملك عبد العزيز ورجع إلى الروضة لزيارة أهله وذويه فأقام عندهم إلى شهر جمادى الثاني سنة 1348 هـ. ثم صدر عليه الأمر بالمغزا مع الملك إلى الشمال، وهذه الغزوة هي التي تعرف بمغزا (الدبدبة) وفيها قامت الحكومة البريطانية بتسليم فيصل الدويش ومن معه للملك وقد انتهى ذلك في شهر شعبان سنة 1348 هـ. ثم توفي والده في ربيع الثاني سنة 1350 هـ وأقام بعد وفاة والده في الروضة إلى موسم الحج من العام المذكور ثم توجه إلى مكة وأدى مناسك الحج ومعه أخوه عبد الله بن محمد بن تركي بن ماضي. وفي ربيع الأول سنة 1351 هـ صدر عليه الأمر الملكي بالتوجه إلى مقاطعة جيزان لمراقبة أعمال الحسن الادريسي وحركاته الموجهة ضد الحكومة السعودية وكان يرافقه أخوه عبد الله في هذه الرحلة وفي 5 رجب من هذه السنة اشتعلت نار الثورة في مقاطعة جيزان وأحيط به وبمن معه في صبيا ووقع في الأسر وفي 15 من شهر رجب هجمت القوات السعودية على الادريسي وقضت على هذه الثورة. وفي آخر عام 1351 هـ صدر الأمر عليه بالسفر إلى صنعاء مع كل من خالد أبو الوليد وحمد السليمان وبعد انتهاء هذه المهمة رجع مع أعضاء الوفد المذكورين من صنعاء إلى الرياض وذلك في شعبان سنة 1352هـ . وقد أذن له بالسفر إلى بلاده لزيارة أهله وذويه وبعد أن صام عشرين يوماً من رمضان صدر عليه الأمر الملك بالتوجه إلى الرياض ومعه أخوه حمد بن محمد بن ماضي ولما وصل إلى الرياض أبلغ بالسفر إلى أبها لمقابلة الوفد اليماني القادم من اليمن برئآسة عبد الله بن الوزير وبعد وصوله إلى أبها صدر الأمر من الملك بتعيينه عضواً في الوفد السعودي الذي قام بالتفاوض مع الوفد اليمني في أبها وذلك في ذي القعدة سنة 1352 هـ وبقي في مكة ملازماً للوفد المذكور حتى انتهت قضية اليمن وأبرمت المعاهدة في الطائف بين الحكومة السعودية والحكومة اليمنية وعاد الوفد اليمني إلى بلاده.

## تعيينه في إمارة الظفير
صدر الأمر بتعيينه أميراً لغامد بمنطقة الظفيراحدى قرى غامد وتوجه إلى مقر عمله وباشر العمل في 20 ربيع الثاني سنة 1353 هـ. وفي 20 رمضان سنة 1356 هـ صدر عليه الأمر بتسليم أعمال الإمارة للوكيل والتوجه إلى مكة.

## تعيينه في إمارة نجران
بعد أن أدى مناسك الحج سنة 1356 هـ صدر عليه الأمر بالتوجه إلى نجران لاستلام أعمال الإمارة هناك فوصل إليها في 27 صفر سنة 1357 هـ وتولى أعمال الإمارة هناك مدة خمسة عشر عاماً وقد انتدب في خلال هذه السنوات من نجران إلى صنعاء مرتين الأولى في سنة 1362 هـ والثانية 1363 هـ. ومن مأثره في نجران قصره المسمى الآن قصر الأمارة التاريخي. وقام بأعمال إمارة نجران بعده أخوه حمد المحمد الماضي.

## تعيينه في إمارة عسير
في عام 1371هـ صدر الأمر بتعيينه أميراً لمقاطعة عسير ثم صدر عليه الأمر بالتوجه إلى جازان ومعه ثلاثة آلاف من قبائل المقاطعة لقمع الثورة في جبال محافظة الريث فقام بهذه المهمة.

## وفاته
لا زال أميراً لمقاطعة عسير وقائماً بأعمالها الرسمية حتى توفى عام 1385هـ في لبنان أثناء علاجه هناك، أثر مرضٍ عضال ألم به، وصلي عليه في المسجد الحرام ودفن في مقابر مكة المكرمة.